# Leucospídeos

Os leucospídeos (Leucospidae) são uma família de vespas parasitoides da superfamília Chalcidoidea. São insetos relativamente pequenos, medindo de 3-10 mm de comprimento, tipicamente de cores vívidas e mimetizando vespas e abelhas, reconhecidas no campo por suas pernas posteriores robustas. Possuem distribuição mundial, mas normalmente apenas são avistados em habitats onde existe grande abundância de seus hospedeiros. Incluem apenas 130 espécies descritas, pertencentes a 4 gêneros, sendo que cerca de 44 espécies ocorrem no Novo Mundo. No Brasil, há registros de 25 espécies pertencentes a dois gêneros: Leucospis e Polistomorpha. 
A maioria das espécies são ectoparasitoides de vespas aculeadas e abelhas, das quais costumam ser mímicos batesianos. Costumam atacar as larvas destes insetos como hospedeiros, algumas espécies atacam adultos, e algumas poucas são hiperparasitas. Os ovos são deixados no exterior dos ninhos dos hospedeiros, e a larva jovem encontra e se prega na larva hospedeira para se alimentar. Geralmente, são parasitoides solitários, resultando em uma única cria por célula hospedeira. Seus ovos são relativamente grandes para o tamanho dos adultos.  
As cores variam do preto com marcas amarelhas, vermelhas ou brancas. Morfologicamente, apresentam um mesosoma robusto e bem esculturado, fêmures posteriores bastante aumentados e internamente serrilhados (semelhantes a Chalcididae) . Asas dobram longitudinalmente sobre o corpo. Fêmeas apresentam ovipositor ou curto ou repousando dorsalmente sobre o metasoma; machos com uma carapaça formada pela fusão de segmentos do metasoma.
Taxonomicamente, a família é entendida como monofilética e mais próxima de uma linhagem de Pteromalidae, indicando mera convergência morfológica com Chalcididae.
1. ↑  «Lista do Brasil». fauna.jbrj.gov.br. Consultado em 9 de agosto de 2023
2. ↑  «Chalcidoidea». www.nhm.ac.uk. Consultado em 9 de agosto de 2023